# (36974) 2000 SP309
2000 SP309 (asteroide 36974) é um asteroide da cintura principal. Possui uma excentricidade de 0.07125200 e uma inclinação de 2.61104º.
Este asteroide foi descoberto no dia 24 de setembro de 2000 por LINEAR em Socorro.